# Valerijus Čekmonas
Valerijus Čekmonas (ur. 25 października 1937 w obwodzie czerkaskim, zm. 17 marca 2004 w Wilnie) – litewski językoznawca, slawista. 
W 1964 ukończył studia na Uniwersytecie w Rostowie nad Donem, po czym podjął pracę w Instytucie Językoznawstwa im. Jakuba Kołasa Akademii Nauk Białoruskiej SRR. W 1979 rozpoczął wykłady na Wileńskim Uniwersytecie Państwowym, gdzie w 1982 uzyskał stopień doktora nauk filologicznych, a trzy lata później również profesora. W latach 1988–1999 kierował Katedrą Filologii Słowiańskiej Uniwersytetu. W 1995 stanął na czele redakcji czasopisma „Slavistica Vilnensis”. 

## Wybrane publikacje
- Lietuvių kalba visiems (podręcznik, wraz z Ireną Elžbietą Čekmonienė)
- Baltarusių kalbos garsai, 1972
- Praslavų kalbos istorinės fonetikos tyrinėjimai, 1979
- Slavų kalbos ir slavų tautos: Giminystės ištakos, 1985
- Slavų filologijos įvadas, 1988
- Baltarusių kalbos fonetika ir fonologija su bendrosios fonetikos ir fonologijos elementais, 1988